# Azerbeidzjaanse luchtmacht
De Azerbeidzjaanse luchtmacht (Azerbeidzjaans: Azərbaycan hərbi hava qüvvələri, afkorting: AzAF) is de luchtmacht van de Azerbeidzjaanse strijdkrachten. De eerste voorloper van de AzAF werd opgericht op 26 juni 1918, toen Democratische Republiek Azerbeidzjan onafhankelijkheid kreeg.
De huidige luchtmacht bestaat sinds de val van de Sovjet-Unie in 1991. De AzAF heeft zestien bases, vijftig reservebases en zo'n 7900 manschappen.

## Luchtmachtbases[1]

- Luchtmachtbasis Bakoe op de Heydar Aliyev International Airport ten noordoosten van de hoofdstad Bakoe. Hier zijn de Il-76- en de VIP-transportvliegtuigen gebaseerd.
- Luchtmachtbasis Kala ten oosten van Bakoe. Hier zijn alle helikoptereskaders gevestigd. Het 4e eskader, vliegend met Ka-32's, ondersteund de Azerbeidzjaanse marine.
- Luchtmachtbasis Lökbatan ten westen van Bakoe. Hier zijn de onbemande luchtvaartuigen gestationeerd.
- Luchtmachtbasis Kürdəmir ten zuiden van Kürdəmir in centraal-Azerbeidzjan. Hier zijn Su-25-gevechtsvliegtuigen en opleidingstoestellen gebaseerd.
- Luchtmachtbasis Nasosnaya ten westen van Sumqayıt, een stad ten noordwesten van Bakoe. Hier zijn de MiG-29's gestationeerd.
- Luchtmachtbasis Dəllər ten noordwesten van Şəmkir in het westen van Azerbeidzjan. Hier waren in het verleden Su-24- en MiG-25-gevechtsvliegtuigen gebaseerd.
- Luchtmachtbasis Ganja op de Internationale luchthaven Ganja ten noordwesten van de stad Gəncə in het westen van het land. Hier zijn transportvliegtuigen gestationeerd.
- Internationale luchthaven Nachitsjevan ten oosten van Nachitsjevan in de gelijknamige exclave ten zuidwesten van Azerbeidzjan.
- Luchtmachtbasis Sanqaçal in het westen van het land, net ten zuiden van het schiereiland Apsjeron.
- Luchtmachtbasis Sitalçay in het westen van het land, net ten noorden van het schiereiland Apsjeron.

Verschillende bases zijn met Amerikaanse hulp in het kader van een NAVO-partnerschap gemoderniseerd.

## Inventaris

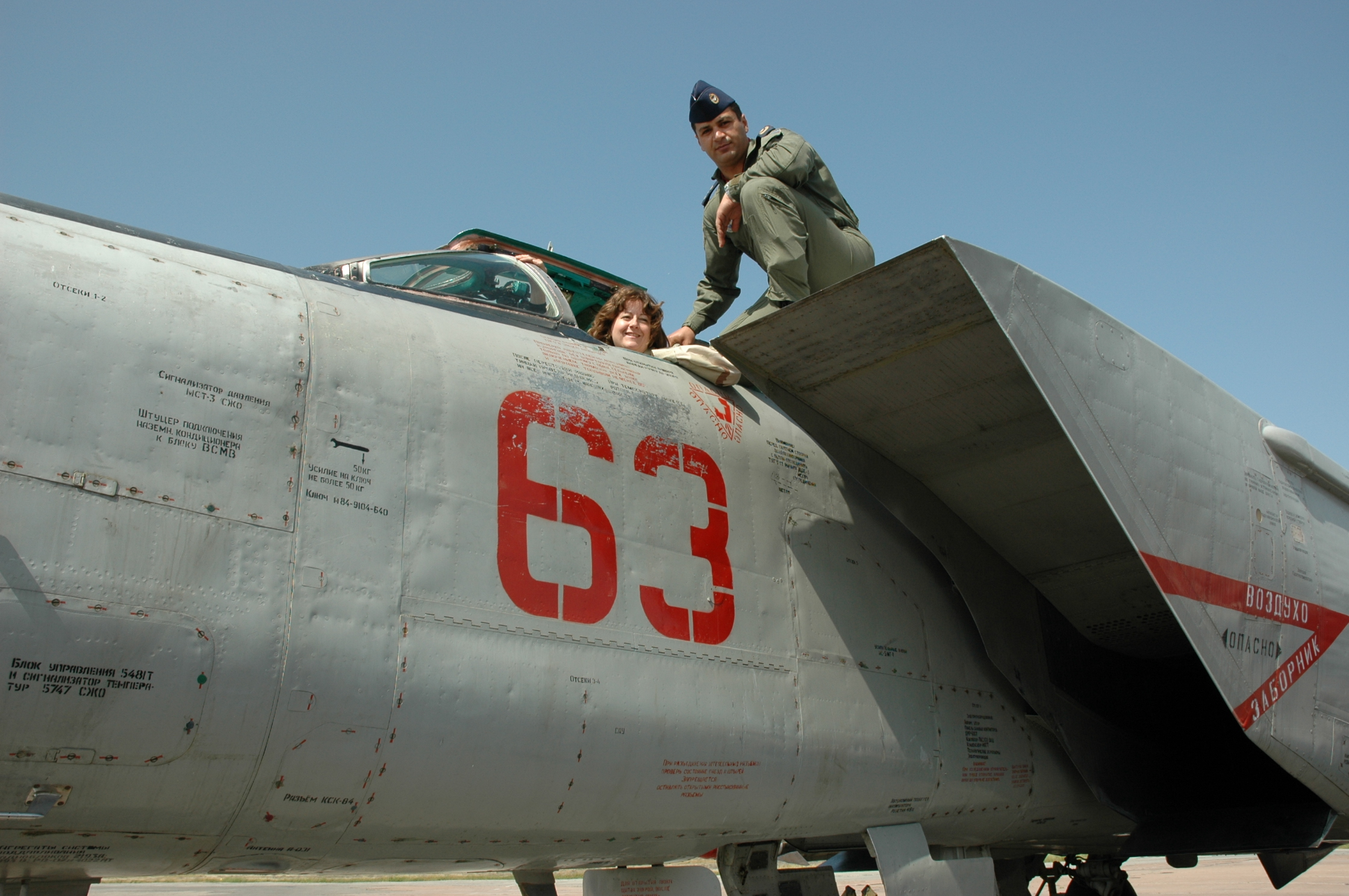
Een Amerikaanse neemt plaats in een Azerbeidzjaanse MiG-25 (Nasosnaya, mei 2006).

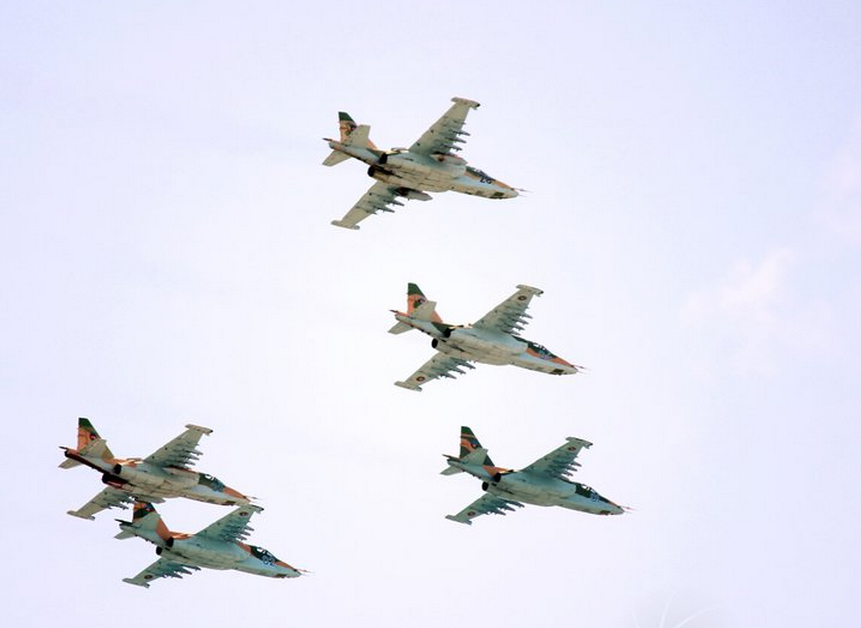
Su-25's tijdens het defilé in juni 2011.

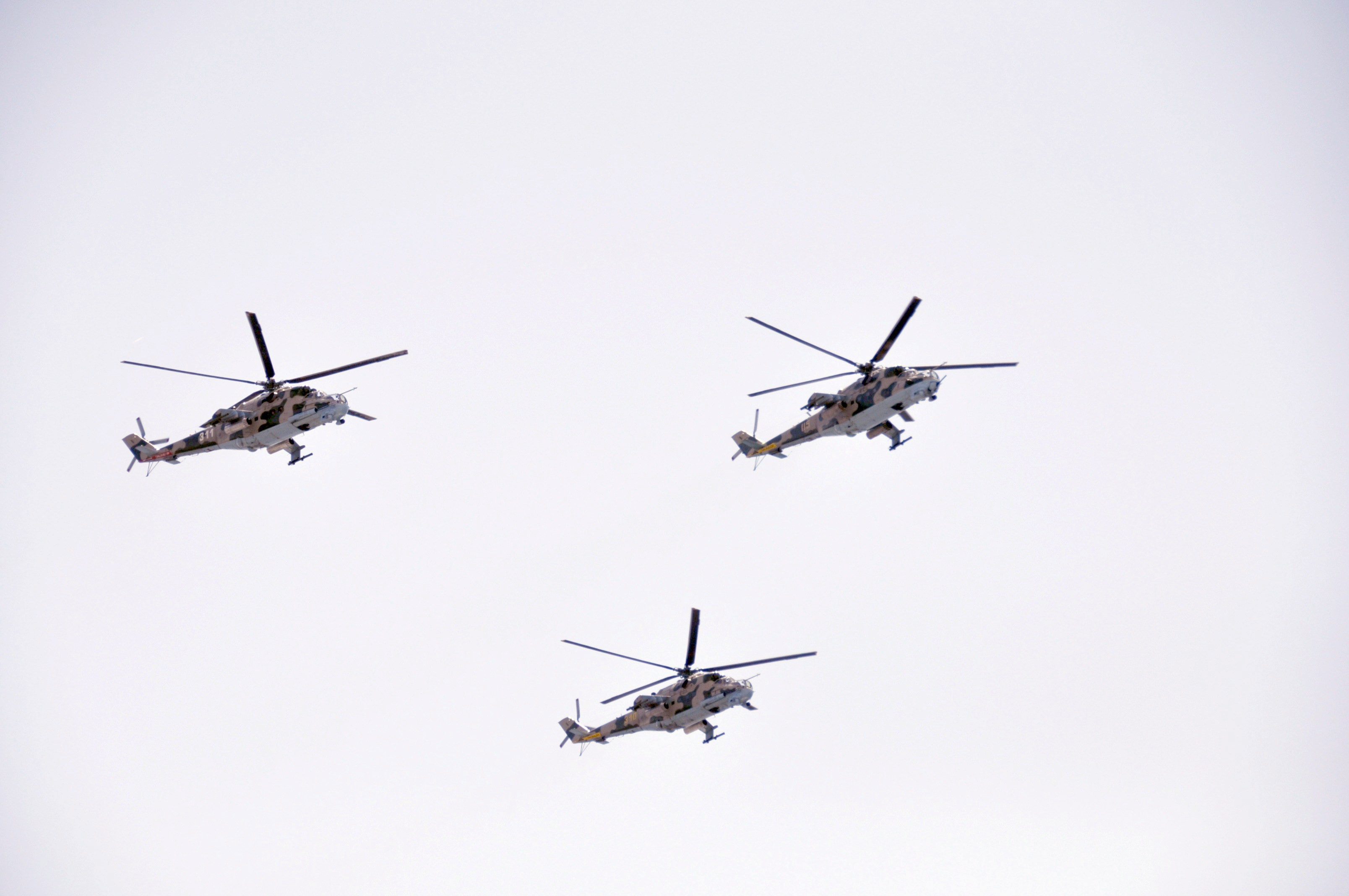
Mil-24's tijdens het defilé in juni 2011.

| Toestel                           | Herkomst             | Rol                                  | Versie(s)      | #              | Notities                                                                 |
| Jachtvliegtuig                    | Jachtvliegtuig       | Jachtvliegtuig                       | Jachtvliegtuig | Jachtvliegtuig | Jachtvliegtuig                                                           |
| --------------------------------- | -------------------- | ------------------------------------ | -------------- | -------------- | ------------------------------------------------------------------------ |
| Mikojan-Goerevitsj MiG-21         | Sovjet-Unie          | Jachtvliegtuig                       | MiG-21         | 0 (21)         | Uit dienst                                                               |
| Mikojan-Goerevitsj MiG-25         | Sovjet-Unie          | Onderscheppingsjager                 | MiG-25         | (0) 32         | Uit dienst                                                               |
| Mikojan-Goerevitsj MiG-29         | Oekraïne Rusland     | Luchtoverwichtsjager                 | MiG-29         | 13             | Eén neergestort op 29 januari 2008.                                      |
| Shenyang JF-17 Thunder            | Pakistan China       | Multi-rol                            | JF-17          | 0              | 26 moeten nog geleverd worden. Voorkeur gegeven aan de Russische Mig-29. |
| Grondaanval                       |                      |                                      |                |                |                                                                          |
| Soechoj Soe-17                    | Sovjet-Unie          | Aanvalsvliegtuig                     | Su-17          | 0 (5)          | Uit dienst                                                               |
| Soechoj Soe-24                    | Sovjet-Unie          | Aanvalsvliegtuig                     | Su-24          | 2 (19)         |                                                                          |
| Soechoj Soe-25                    | Rusland Georgië      | Grondaanvalsvliegtuig                | Su-25          | 16 (17)        | Tussen 2002 en 2012 aangeschaft.                                         |
| Opleiding                         |                      |                                      |                |                |                                                                          |
| Aero L-29 Delfín                  | Tsjechië             | Opleidingsstraalvliegtuig            | L-29           | 0 (8)          | Uit dienst                                                               |
| Aero L-39 Albatros                | Tsjechië             | Opleidingsstraalvliegtuig            | L-39           | 12 (22)        |                                                                          |
| Jakovlev Jak-52                   | Roemenië             | Lesvliegtuig                         | YaK-52         | 12             |                                                                          |
| Alenia Aermacchi M-346 Master     | Italië               | Opleiding en licht aanval            |                | 12             | Aangekocht in 2020.                                                      |
| PAC MFI-17 Mushshak               | Pakistan             | Lesvliegtuig                         |                | 10             |                                                                          |
| Diamond DA42 Twin Star            | Oostenrijk           | Lesvliegtuig                         |                | ?              | Lokaal geproduceerd.                                                     |
| Helikopters                       |                      |                                      |                |                |                                                                          |
| Mil Mi-24                         | Sovjet-Unie Oekraïne | Gevechtshelikopter                   | Mi-24 en Mi24G | 29 (49)        |                                                                          |
| Mil Mi-2                          | Sovjet-Unie          | Lichtgepantserde transporthelikopter | Mi-2           | 0 (7)          | Uit dienst                                                               |
| Mil Mi-6                          | Sovjet-Unie          | Zware transporthelikopter            | Mi-6           | 4              |                                                                          |
| Mil Mi-8                          | Sovjet-Unie          | Gevechts- en transporthelikopter     | Mi-8           | 13             |                                                                          |
| Mil Mi-17                         | Rusland              | Transporthelikopter                  | Mi-17          | 66             | Tussen 2010 en 2014 geleverd.                                            |
| Mil Mi-171                        | Rusland              | Gevechts- en transporthelikopter     | Mi-171         | 6              |                                                                          |
| Kamov Ka-27                       | Rusland              | Maritiem transport en SAR            | Ka-32S         | 4              |                                                                          |
| McDonnell Douglas MD 500 Defender | Verenigde Staten     | Licht transport                      |                | 1              |                                                                          |
| Bell 412                          | Verenigde Staten     | Transport                            |                | 2              |                                                                          |
| Bell 407                          | Verenigde Staten     | Transport                            |                | 1              |                                                                          |
| Transport                         |                      |                                      |                |                |                                                                          |
| Ilyushin Il-76                    | Sovjet-Unie          | Strategisch transporttoestel         | Il-76          | 2 (3)          |                                                                          |
| Antonov An-12                     | Sovjet-Unie          | Militair transporttoestel            | An-12          | 0 (1)          | Uit dienst                                                               |
| Antonov An-24                     | Sovjet-Unie          | Transporttoestel                     | An-24          | 1              |                                                                          |
| Tupolev Tu-134                    | Sovjet-Unie          | Airliner                             | Tu-134A        | 1              |                                                                          |
| Onbemand luchtvaartuig            |                      |                                      |                |                |                                                                          |
| Orbiter                           | Israël               | UAV                                  | Orbiter        | 6              |                                                                          |
| Aerostar                          | Israël               | UAV                                  | Aerostar       | 6              |                                                                          |
| IAI Searcher                      | Israël               | UAV                                  | Searcher       | 3              |                                                                          |